# BMW 801
Il BMW 801 fu un motore aeronautico radiale costruito dalla BMW durante la Seconda guerra mondiale.
Era raffreddato ad aria; i cilindri erano quattordici, disposti su due stelle da sette cilindri. Alesaggio e corsa erano di 156 mm con cilindrata di circa 41,8 litri (2,560 in³).
Il peso, comprese le parti che ne consentivano il montaggio, era di 1.250 kg (2,756 lb) e la lunghezza variava, a seconda delle versioni, da 1,27 (50 in) a 2 metri. La potenza andava, sempre a seconda delle versioni, da un minimo di 1.600 hp (1.193 kW) ad un massimo di 2.000 hp (1.491 kW).
Fu utilizzato su diversi velivoli tedeschi del secondo conflitto mondiale.

## Storia

### Sviluppo
La progettazione di questo motore iniziò a partire dall'esperienza
accumulata negli anni '30 dalla BMW con la costruzione, su licenza, del Pratt & Whitney R-1690 Hornet, che la ditta aveva denominato BMW Hornet. Ne venne introdotta una versione migliorata, il BMW 132, che ebbe un discreto successo di vendita sempre negli anni trenta. Nel 1935 l'RLM finanziò la costruzione di due prototipi di grandi motori stellari. Un progetto era stato presentato dalla BRAMO e un altro dalla BMW. In seguito quest'ultima acquistò la BRAMO incorporando lo staff progettuale al suo interno e ponendo così fine al progetto BRAMO. Il risultato fu una proposta per una versione a doppia stella del motore BMW 132 che venne identificato come BMW 139. Secondo il progetto il motore avrebbe dovuto sviluppare 1.400 hp (1.044 kW) di potenza.
Inizialmente questo motore avrebbe dovuto essere utilizzato sui bombardieri e sui velivoli da trasporto, impiego usuale dei motori stellari sui velivoli tedeschi. L'impiego sui caccia con base a terra di questo tipo di motori era fortemente limitato dalla notevole sezione frontale che questi richiedevano e quindi dalla resistenza aerodinamica che questa configurazione generava. Fu Kurt Tank, il progettista della Focke Wulf, che ebbe l'idea di utilizzare un motore stellare per un suo futuro caccia, quello che sarebbe divenuto il Focke-Wulf Fw 190. L'idea che egli ebbe per superare il problema della resistenza, e poter quindi dotare il velivolo di una linea aerodinamica filante, fu di inglobare all'interno della capottatura del motore, dietro l'elica che era dotata di una ogiva di grandi dimensioni, una ventola azionata dallo stesso motore e che spingeva l'aria verso lo stesso raffreddandolo.
Parte di questa aria sarebbe stata aspirata da appositi condotti a S e convogliata verso il radiatore dell'olio. Non si riuscì però a far funzionare questo sistema con il BMW 139. Inoltre questo progetto appariva ormai datato per cui, nel 1938, la BMW propose un nuovo progetto che sarebbe però potuto entrare in produzione velocemente. Ottenuta l'approvazione i lavori iniziarono nell'ottobre successivo.
Il nuovo motore venne designato BMW 801, in quanto erano stati assegnati alla BMW una nuova serie di numeri con i quali indicare i motori.
Le differenze tra il nuovo motore, che la ditta denominò BMW 801, e il 139 erano minime limitandosi principalmente ai dettagli. 
Il motore mantenne l'impostazione a due valvole per cilindri, nonostante quasi tutti i motori aeronautici all'epoca già ne adottassero quattro o addirittura utilizzassero, come in alcuni motori inglesi, le valvole a fodero.
Inoltre questa unità era dotata di un compressore centrifugo, a singolo stadio e a due velocità, azionato dallo stesso propulsore e non con un sistema idraulico, come avveniva sul coevo motore Daimler-Benz DB 601.
Naturalmente vennero incorporati diverse recenti novità tecnologiche quali il sistema di raffreddamento delle valvole e il sistema di alimentazione ad iniezione diretta. L'innovazione più importante era data dalla introduzione del
Kommandogeraet, una unità elettroidraulica che permetteva di
semplificare in maniera notevole la gestione del motore. Infatti con questo comando ad una semplice variazione della manetta del gas venivano, automaticamente, regolate la pressione del compressore, la miscela, il flusso del carburante, l'anticipo del motore e il passo dell'elica. Su altri velivoli queste singole operazioni dovevano essere tutte effettuate in sequenza dal pilota.

## Versioni
La prima versione del BMW 801 fu la A che effettuò le prime prove nell'aprile del 1939, solo sei mesi dopo l'inizio della progettazione.
La seguì la versione B, che era identica alla versione A, differenziandosi da questa solo per il senso di rotazione, che era verso sinistra. Le due versioni erano pensate per essere utilizzate insieme sui velivoli bimotori annullando così la coppia generata durante il volo dalla rotazione delle eliche e migliorando la maneggevolezza del velivolo.
Sempre a partire dalla A venne ricavata la versione L, ottimizzata per i climi desertici. Tutte e tre queste versioni manifestarono un forte problema di raffreddamento e fu compiuto ogni sforzo per risolverlo.
La successiva versione fu la C, che sostituì le precedenti versioni. Su questa versione era presente un nuovo controllo idraulico per il passo dell'elica e vari miglioramenti adottati per superare il problema del surriscaldamento, tra le quali delle alette poste nella parte posteriore della cappottatura del motore. Con la necessità di utilizzare il caccia ad alta quota fu necessario rivedere le prestazioni del compressore che ormai non erano più soddisfacenti. La versione C-1, montata sul Focke Wulf 190 (d'ora in poi FW 190) versione A-1 forniva 1.550 hp (1.156 kW) al decollo che vennero aumentati a 1.600 (1.193 kW) sulla versione C-2 adottata dal FW 190 A-2.
Anche queste versioni furono sostituite della versione D che utilizzava
carburante a 96 ottani e non ad 87 ottani come sulle versioni A/B/C/L. La potenza al decollo del BMW 801 D-1 era di 1.700 hp (1.268 kW) che salivano a 1730 hp (1.290 kW) nella versione D-2. La versione D inoltre adottava un sistema di iniezione di una miscela di acqua e metanolo al 50 %, denominato MW 50. La miscela veniva iniettata direttamente all'uscita del compressore, raffreddando la miscela ed evitando fenomeni di ritorno di fiamma. Le prestazioni a bassa e media quota migliorarono molto e la potenza del motore salì a 2.000 hp (1.491 kW). Fu però solo verso la fine del conflitto che i sistemi MW 50 furono disponibili. Questo sistema poteva essere montato su diversi motori. Dalla versione D vennero ricavate le versioni G e H, versioni specifiche per l'uso sui bombardieri. Come avveniva per la versione A e B, la loro principale differenza era data dal senso di rotazione opposto, destro per la G e sinistro per la H.
Seguì la Versione E che era una conversione del D-2 con la sovralimentazione tarata appositamente per il volo ad alta quota. La potenza al decollo non subì significativi incrementi mentre quella disponibile in crociera salì di 100 hp (74,5 kW) e quella disponibile per il combattimento, nei modelli ad alta potenza, di 150 hp (112 kW). La versione E venne anche utilizzata quale base per la R. Su questa versione venne montato un più potente, e complesso, compressore a due stadi e quattro velocità. I continui miglioramenti del modello E portarono alla versione F. Sulla carta le prestazioni di questa nuova versione sarebbero dovute essere notevolmente migliori con la potenza che saliva a 2.400 hp (1.790 kW). Il modello F doveva essere utilizzato sulle ultime versioni del FW 190, ma la guerra terminò prima che ne venisse iniziata la produzione.
Molte prove furono condotte per sperimentare l'uso di turbocompressori sui motori 801. La prima venne condotta su motori della versione D. Così modificato venne ridenominato BMW 801J. Questo motore forniva 1.810 hp (1.350 kW) al decollo e 1.500 (1.119 kW) a 12.200 metri di quota (40.000 ft). L'incremento della potenza disponibile era notevole. Infatti a questa quota un normale motore BMW 801D riusciva a stento a fornire 630 hp (470 kW).
La stessa modifica avvenne effettuata sulla versione E che divenne il BMW 801 Q. Questo motore riusciva a fornire, sempre a 12.200 metri, 1.715 hp (1.279 kW), una potenza superiore a qualsiasi motore utilizzato dagli alleati. Nonostante le loro ottime prestazioni le versioni J e Q, per ragioni di costo, non entrarono mai in produzione. In loro sostituzione vennero adottati, sui progetti che si basavano su questi motori BMW, motori diversi già esistenti quali lo Junkers Jumo 213.

### Potenza di alcune versioni
- 801A 1.600 CV (1.177 kW)
- 801C 1.600 CV (1.177 kW)
- 801D 1.730 CV (1.290 kW)
- 801S o TS 2.000 CV (1.500 kW)
- 801F 2.400 CV (1.800 kW). Lo sviluppo di questa versione venne interrotto con la fine del conflitto.

## Varie
Normalmente i motori erano consegnati dalla BMW completi di cappottatura e già pronti per essere montati sui velivoli. Per questo motivo si creò una certa confusione nella designazione tra le versioni "complete", da montare sugli aerei, e quelle "nude", cioè il solo motore. Le versioni complete A/B/L se solo motore divenivano, secondo logica, MA/MB/ML. Il modello D-2 era invece conosciuto come MG. Sulle ultime versioni del motore la lettera M venne sostituita dalla lettera T, che venne usata inoltre in maniera piuttosto confusa. Gli equivalenti "spogli" delle versioni complete E erano designati come TG oppure TH, suggerendo quasi un loro legame con le omonime versioni G e H del BMW 801. A loro volta il semplice motore di queste versioni era designato come TL e TP. Per le versioni dotate di turbocompressore era uso comune riferirsi ad esse premettendo sempre la lettera T e cioè come versioni TJ e TQ.

## Velivoli utilizzatori
Germania
- Blohm und Voss BV 144
- Focke-Wulf Fw 190
- Focke-Wulf Fw 191
- Heinkel He 177 A-8 e A-10
- Junkers Ju 88 G ed R
- Junkers Ju 188
- Junkers Ju 288
- Junkers Ju 290
- Junkers Ju 390
- Junkers Ju 488
- Messerschmitt Me 323
- Messerschmitt Me 264